# St. Urban (Winterthur-Seen)

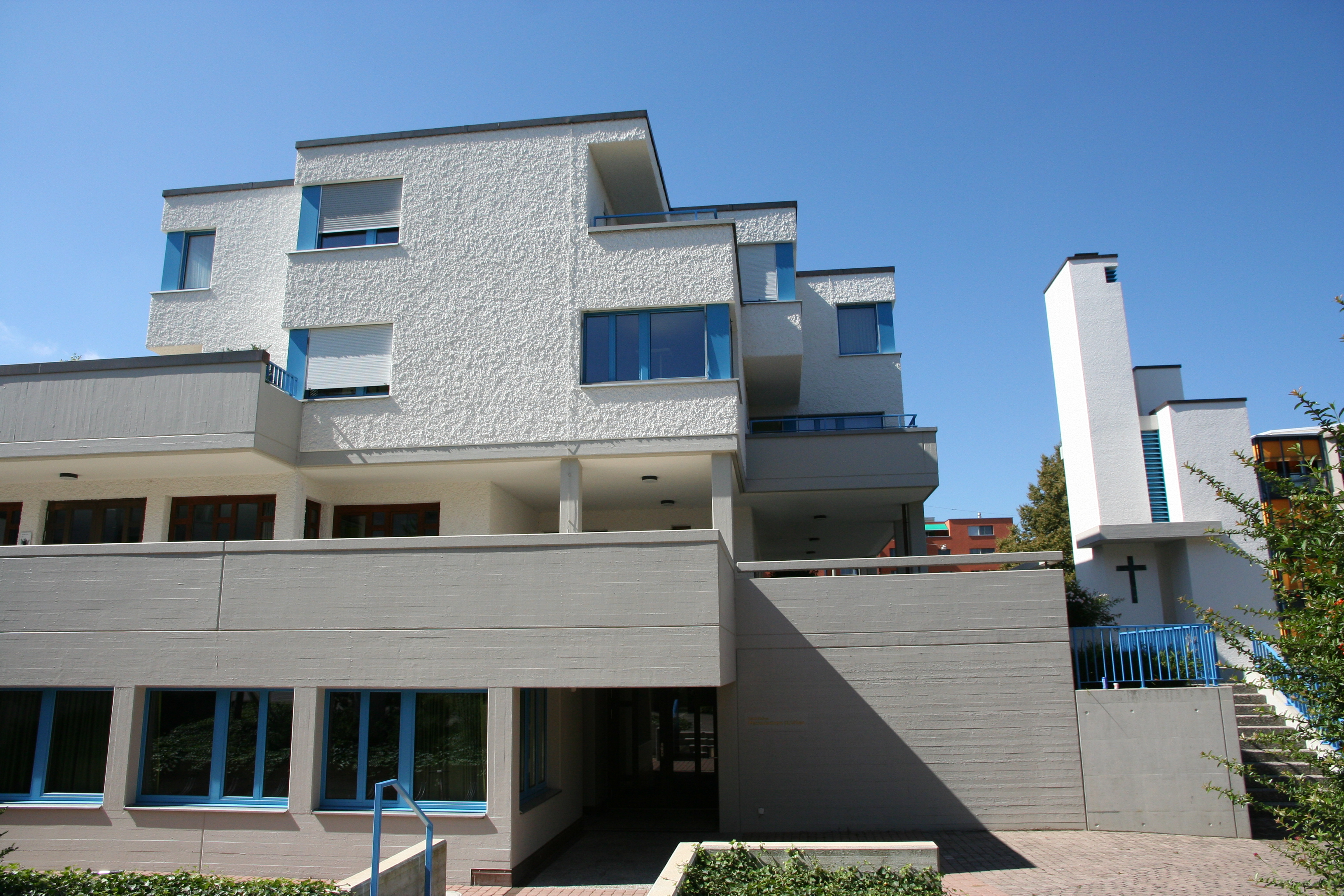
Kirchliches Zentrum St. Urban

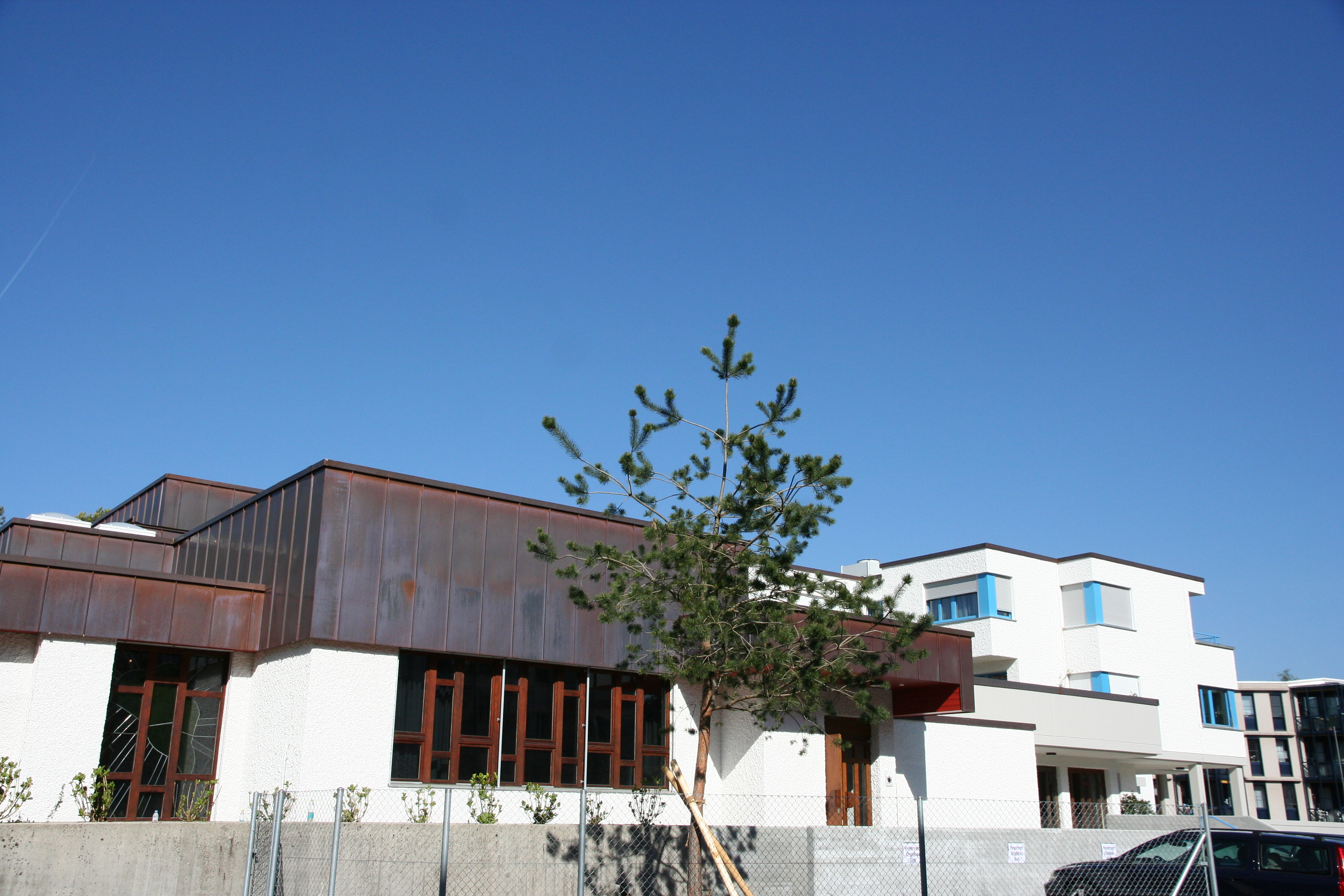
Ansicht von Südosten, links die Kirche, rechts das Pfarrhaus

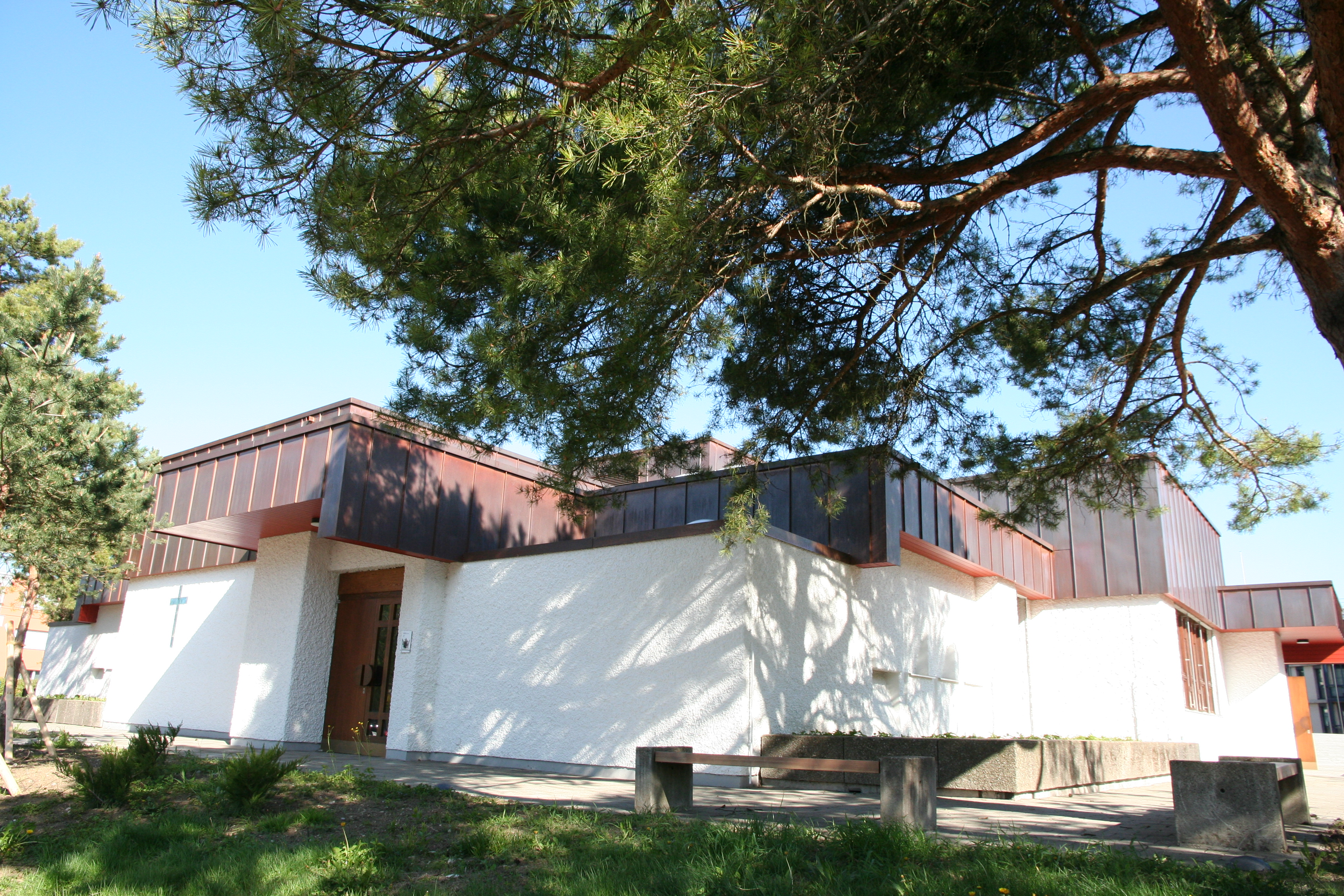
Ansicht von der Landvogt-Waser-Strasse

Die Kirche St. Urban ist die römisch-katholische Pfarrkirche von Winterthur-Seen. Sie steht an der Ecke Seener/Landvogt-Waser-Strasse.

## Geschichte

### Vorgeschichte und Namensgebung
Seen wurde im Jahr 744 erstmals urkundlich erwähnt. Der Name bezieht sich auf den See zwischen Grüze und Seen. Bei Seen handelt es sich um eine merowingische Fiskalgründung. Archäologische Ausgrabungen haben die Reste der mittelalterlichen Kapelle St. Urban an der Stelle des Chors der heutigen reformierten Kirche nachgewiesen. Kirchgenössig war Seen nach St. Arbogast zu Oberwinterthur. Der Zehnt kam als Lehen des Bischofs von Konstanz ans Spital Winterthur. Nach der Reformation in Zürich ab dem Jahr 1523 wurde auch im Gebiet des heutigen Kantons Zürich ein Verbot des katholischen Ritus erlassen und die mittelalterlichen Kirchen wurden fortan für den reformierten Gottesdienst verwendet.
Das Toleranzedikt von 1807 erlaubte es den Katholiken erstmals seit der Reformation wieder katholische Gottesdienste zu besuchen, allerdings lokal beschränkt auf die Stadt Zürich bzw. auf die traditionell katholischen Orte Dietikon und Rheinau ZH. Durch die Niederlassungs- und Religionsfreiheit der Helvetischen Republik und später des schweizerischen Bundesstaates war es möglich, dass Menschen aus der Ost- und Zentralschweiz, aber auch aus dem katholisch geprägten nahen Ausland in die Region von Winterthur zog, um in der entstehenden Industrie Arbeit zu finden. In den Jahren 1813 und 1840 erbaten sich die Katholiken der Region Winterthur vergeblich die Erlaubnis, in der Winterthurer Kirche St. Georg Gottesdienst feiern zu dürfen. Erst das Erste Zürcherische Kirchengesetz erlaubte den Aufbau der katholischen Kirchgemeinde Winterthur, welche 1862 gegründet wurde. Im Jahr 1868 konnte die Kirche St. Peter und Paul Winterthur-Neuwiesen eröffnet werden. Der Zuzug weiterer Katholiken nach Winterthur machte den Aufbau weiterer Kirchgemeinden nötig. Die katholischen Bewohner von Seen hatten die Möglichkeit, ab 1898 in der Kirche St. Antonius Kollbrunn die Gottesdienste zu besuchen. Im Jahr 1934 wurde im Quartier Mattenbach die Kirche Herz Jesu eingeweiht, die auch für die Katholiken in Seen zuständig war.
Das Patrozinium der mittelalterlichen Kirche von Seen wird durch die Weihe der heutigen katholischen Kirche an den Hl. Urban aufgegriffen.

### Entstehungs- und Baugeschichte
1947 wurde in Seen ein katholischer Verein gegründet, der den Aufbau einer eigenen Pfarrei zum Ziel hatte. Der nach dem Zweiten Weltkrieg in Seen einsetzende Bauboom hatte zur Folge, dass sich die katholische Kirchgemeinde Winterthur bemühte, in Seen einen Bauplatz für eine Kirche zu finden. Am 17. Juli 1957 gelang es, in Seen einen ersten Bauplatz an der Bollstrasse zu kaufen. Dieser Baugrund war für eine Kirche zu klein, konnte aber 1962 als Tauschobjekt für das Areal der heutigen Kirche verwendet werden. Ab 1961 fanden in Seen im Schulhaus Büelwiesen regelmässig katholische Sonntagsgottesdienste statt, welche ab dem 1. Mai 1971 durch einen Vorabendgottesdienst am Samstag im reformierten Kirchgemeindehaus ergänzt wurden. Am Wochenende vom 4./5. März 1972 stimmten die römisch-katholischen Stimmbürger dem Kredit für den Bau einer Kirche in Seen zu. Dies war der erste Urnengang in der römisch-katholischen Kirchgemeinde Winterthur seit deren Gründung im Jahr 1862. Im Geist des Zweiten Vatikanischen Konzils sollte kein monumentaler Kirchbau entstehen, sondern ein multifunktionales kirchliches Zentrum mit verschiedenen Räumen, Büros und Wohnräumen für die Geistlichen. Den Architekturwettbewerb konnte Benito Davi für sich entscheiden. Am 16. Juni 1972 erfolgte der offizielle Baubeginn mit der Segnung des Baugeländes  und dem ersten Spatenstich. Am 2. November 1974 wurde die Kirche feierlich durch den Bischof von Chur, Johannes Vonderach eingeweiht. In den Jahren 2013 bis 2014 wurde das kirchliche Zentrum St. Urban umfassend saniert und am 29. November 2014 wieder eröffnet.
Die Pfarrei St. Urban gehört zusammen mit den anderen katholischen Pfarreien der Stadt zur Kirchgemeinde Winterthur. Diese ist mit ihren 23'622 Mitgliedern (Stand 2021) die grösste katholische Kirchgemeinde des Kantons Zürich.

## Baubeschreibung

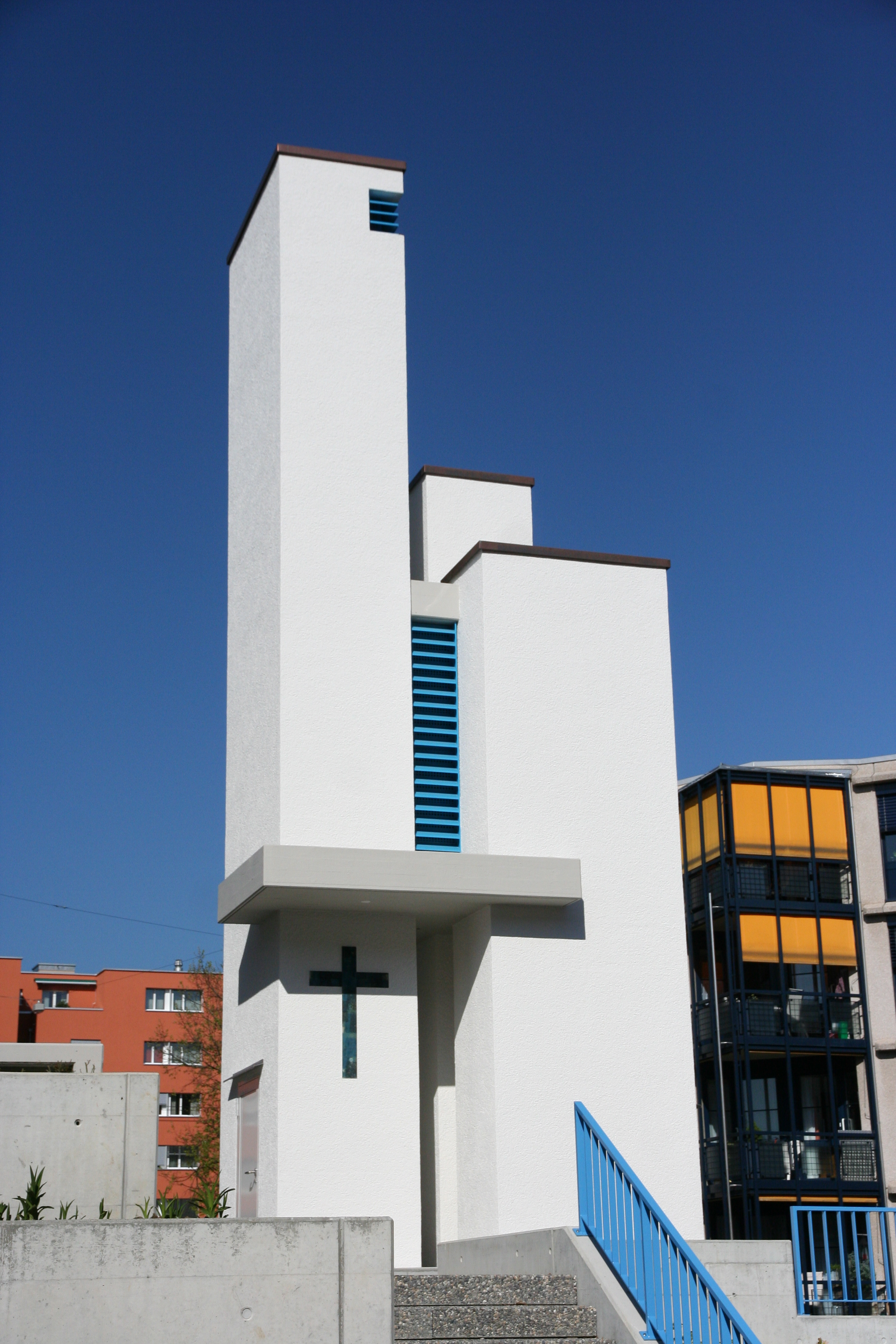
Glockenturm

### Kirchturm und Äusseres
In den 1960er und 1970er Jahren fand in der katholischen Kirchenarchitektur in der Schweiz eine Abkehr vom monumentalen Kirchbau statt. Statt eines ortsprägenden Baus wurde eine bescheidene, funktionale Architektur vorgezogen. Das kirchliche Zentrum St. Urban ist ein exemplarisches Beispiel für diese Bauperiode. An der Ecke Seener/Landvogt-Waser-Strasse gelegen, besteht das kirchliche Zentrum aus einem niedrig gehaltenen Kirchbau, Pfarreizentrum und Pfarrhaus. Die drei Gebäudeteile sind miteinander eng verbunden und sind nach aussen optisch kaum als kirchliches Zentrum zu erkennen. Lediglich der niedrig gehaltene Betonturm auf der Nordseite des Ensembles verweist mit seinen in die Turmmauern eingelassenen Kreuzen auf die kirchliche Nutzung des Gebäudes. Im Turm befindet sich ein dreistimmiges Geläute, das am 19. Oktober 1973 in der Glockengiesserei H. Rüetschi gegossen wurde.
| Nummer | Ton | Widmung            | Inschrift            |
| ------ | --- | ------------------ | -------------------- |
| 1      | c   | Totenglocke        | Vollendung in Gott   |
| 2      | es  | Gottesdienstglocke | Gemeinschaft in Gott |
| 3      | f   | Taufglocke         | Quelle des Lebens    |

Über verschiedene Zugänge gelangt der Besucher in den kubischen Betonbau von St. Urban.

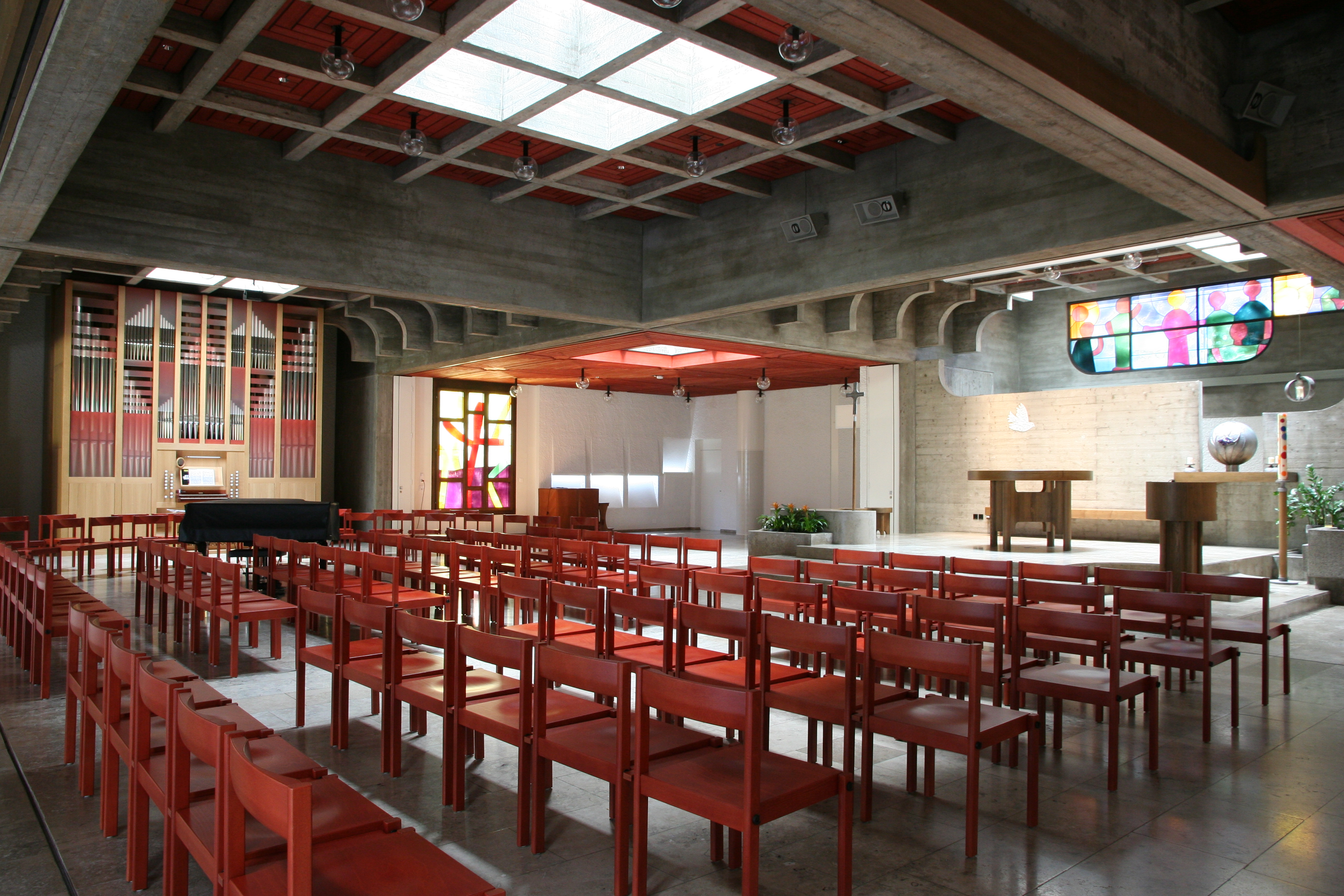
Innenansicht

### Innenraum und künstlerische Ausstattung
Ein wesentliches Element der räumlichen Gestaltung ist die Multifunktionalität der Räume und das Ineinanderfliessen der unterschiedlichen Gebäudebereiche. So befinden sich das Pfarrhaus als Wohnbereich für die Seelsorger, die Pfarrbüros, die verschiedenen Räume und die Kirche unter einem Dach. Der Kirchenraum wurde so konzipiert, dass er durch Trennwände unterteilt und auch für profane Zwecke verwendet werden kann. Hinter der Chorwand befindet sich ein abgetrennter Bereich, der der Stille und dem Gebet dient. Der Kirchenraum setzt die Vorgaben der Liturgiekonstitution des Zweiten Vatikanischen Konzils um: Die Stuhlreihen sind im Halbkreis um den Altarbereich angeordnet, sodass die Gemeinschaft von Gläubigen und Seelsorgern verdeutlicht wird. Neben dem Volksaltar befindet sich der Ambo, welcher die Gleichrangigkeit von Wort und Sakrament unterstreicht. Der Tabernakel ist an der Chorwand angebracht und wurde mit Halbedelsteinen besetzt. Glasfenster von Ferdinand Gehr verleihen dem nüchternen Raum einen sakralen Charakter.

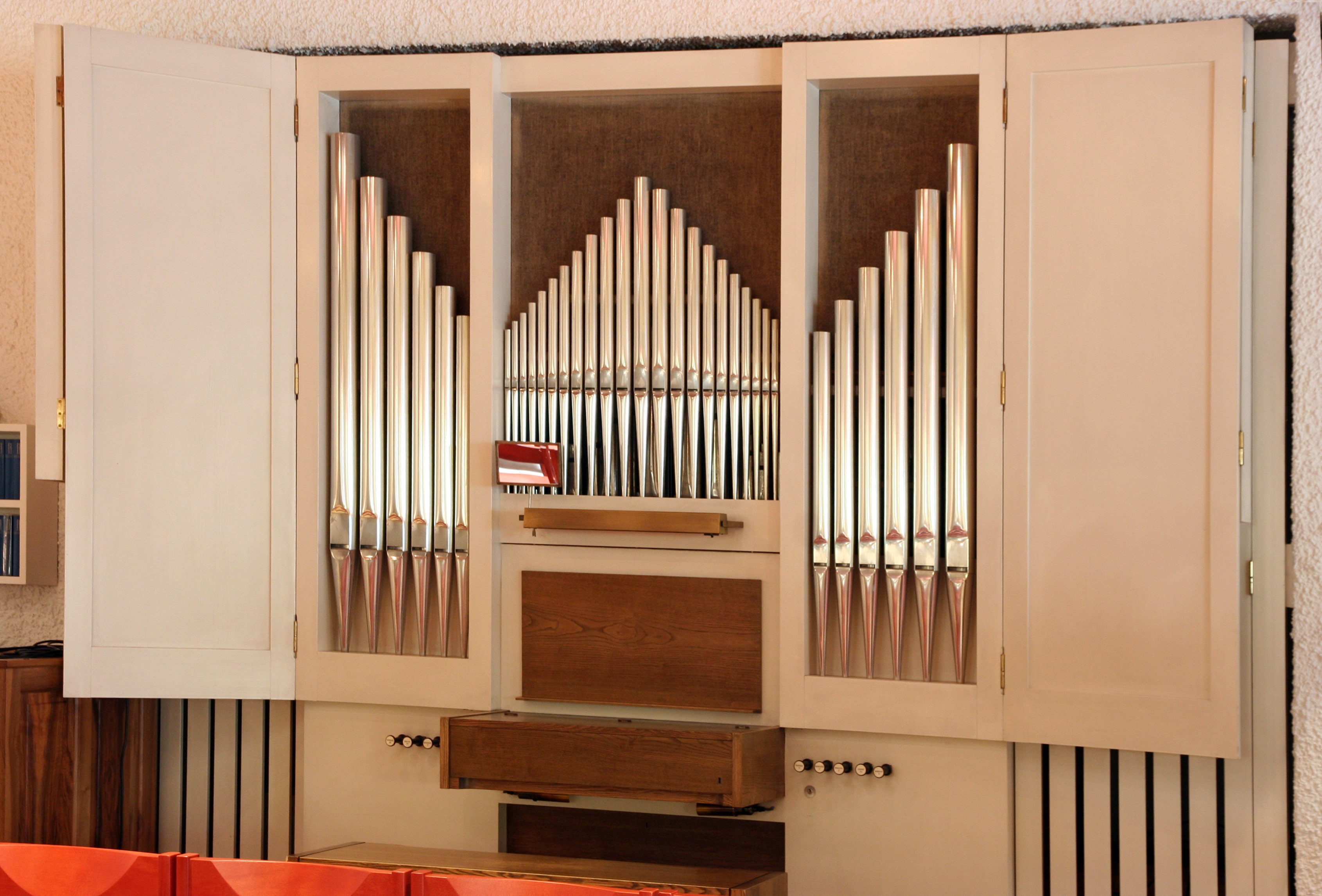
Mathis-Orgel von 1976

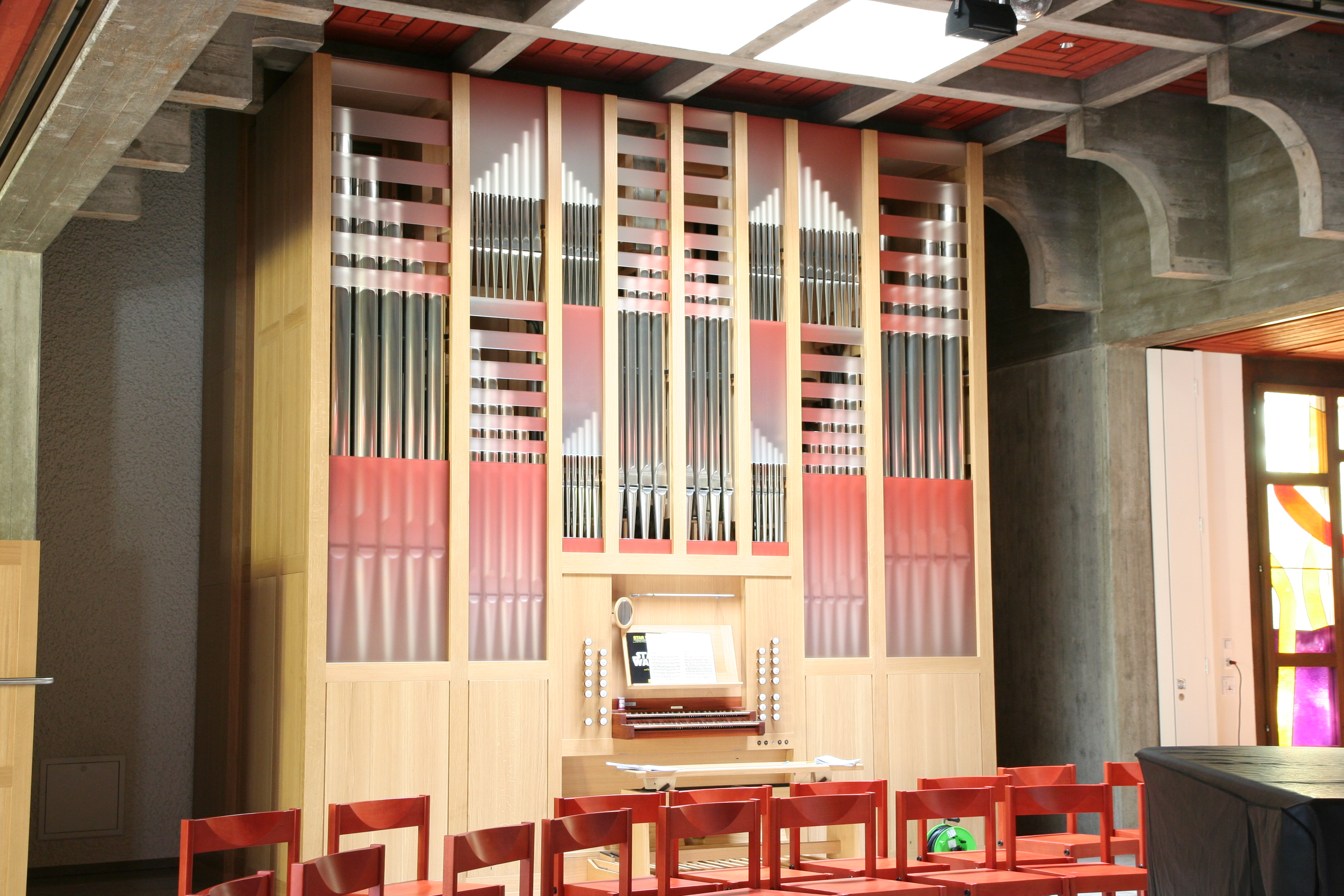
Goll-Orgel von 2015

### Orgeln

#### Mathis-Orgel von 1976
Die erste Orgel erhielt die Kirche St. Urban im Jahr 1976. Es handelt sich um ein mechanisches Instrument von Mathis Orgelbau mit 9 Registern, verteilt auf zwei Manuale samt Pedal. Diese Orgel wurde v. a. auch für kleinere Gottesdienste verwendet und befindet sich an der Nordseite des Kirchenraums. Bei grösseren Gottesdiensten wurde auch auf einem Flügel musiziert. Im Rahmen der Sanierung des kirchlichen Zentrums von 2013 wurde entschieden, eine grössere Orgel anzuschaffen. Die Mathis-Orgel verblieb in der Kirche, gegenüber der neuen Goll-Orgel von 2015.
| I Manual C–g3 |       |
| Gedackt       | 8′    |
| Prinzipal     | 4′    |
| Spitzflöte    | 2′    |
| Mixtur        | 1 ⁄3′ |

| II Manual C–g3 |       |
| Pommer         | 8′    |
| Rohrflöte      | 4′    |
| Prinzipal      | 2′    |
| Larigot        | 1 ⁄3′ |

| Pedal C–f1 |     |
| Subbass    | 16′ |
| Bordun     | 8′  |

- Koppeln: II/I, I/P

#### Goll-Orgel (ab 2015)
Nach Abschluss der Sanierung von 2013–2014 wurde im Frühling 2015 die neue grosse Orgel, welche im Gegensatz zur Mathis-Orgel von 1976 für den Gebrauch in der ganzen Kirche bestimmt ist, von der Firma Goll aufgebaut. Sie ist ein mechanisches Instrument und besitzt 24 Register auf zwei Manualen und Pedal und 1 Extension.
| I Hauptwerk C–g3 |       |
| Bourdon          | 16′   |
| Principal        | 8′    |
| Rohrflöte        | 8′    |
| Traversflöte     | 8′    |
| Octave           | 4′    |
| Superoctave      | 2′    |
| Sesquialtera II  |       |
| Mixtur           | 1 ⁄3′ |
| Clarinette       | 8′    |

| II Schwellwerk C–g3 |        |
| Bourdon             | 8′     |
| Viola da Gamba      | 8′     |
| Voix céleste        | 8′     |
| Principal           | 4′     |
| Rohrflöte           | 4′     |
| Nasat               | 2 ⁄3′  |
| Flageolet           | 2′     |
| Terz                | 1 3⁄5′ |
| Trompete            | 8′     |
| Oboe                | 8′     |
| Tremulant           |        |

| Pedal C–f1  |     |
| Subbass     | 16′ |
| Octavbass   | 8′  |
| Gedacktbass | 8′  |
| Choralbass  | 4′  |
| Fagott      | 16′ |
| Trompete    | 8′  |

- Koppeln: II/I, I/P, II/P, Setzeranlage

Der Gemeinde steht noch eine Truhenorgel des Orgelbauers Jan de Gier mit vier Registern zur Verfügung.